# Presse satirique

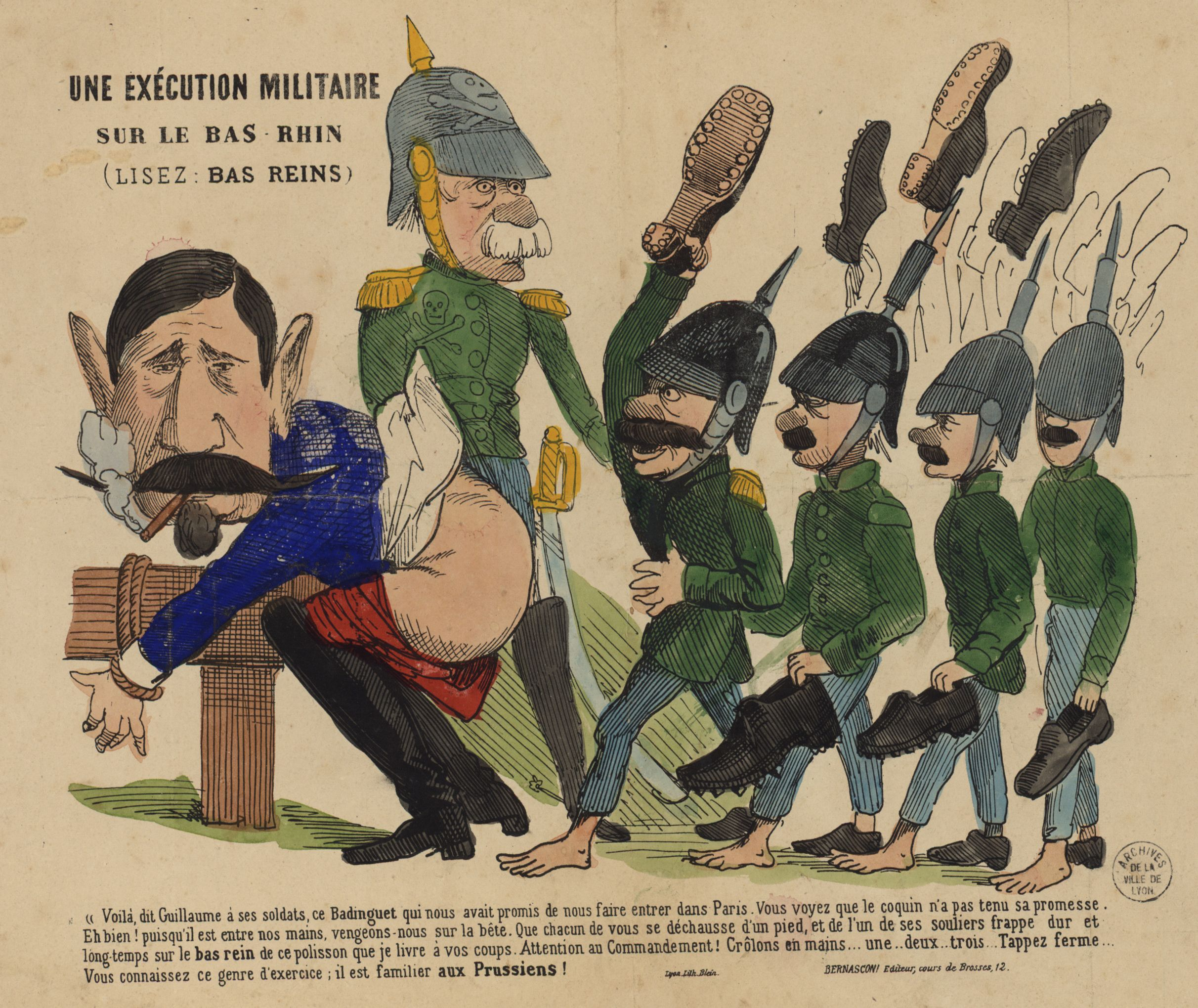
Caricature de Napoléon III se faisant corriger par les soldats prussiens et Guillaume Ier.

La presse satirique est un genre de presse qui utilise l’humour, l’ironie, la caricature, le sarcasme ou la parodie pour commenter et critiquer l’actualité. Elle ne vise pas à informer de manière neutre ou objective, mais à dénoncer, ridiculiser ou faire réfléchir par le biais du rire ou de la provocation,.
Apparue en France lors de la Révolution française de 1789 en raison de la Déclaration des droits de l'homme et du citoyen, qui établit en ses articles 10 et 11 la liberté d'opinion et d'expression. Elle a connu un essor particulier avec la Monarchie de Juillet. 

## Style et buts
Faire rire le lecteur en donnant une image volontairement déformée de la réalité, tel est l'un des buts de la presse satirique, but commun à la caricature, utilisée à l'origine dans la presse satirique avant qu'elle n'intègre également la presse généraliste. Mais si le « fondement de sa démarche [la presse satirique] est de mettre à nu, de façon comique, un défaut, un vice, un mensonge observé dans la société », comme le définit Souleymane Bah dans une thèse soutenue en 2004, la presse satirique n'a pas pour seul but de divertir : il s'agit in fine de dénoncer les travers et les fautes morales observés au sein de la société, notamment chez les puissants.

## Histoire

### En Europe

#### France

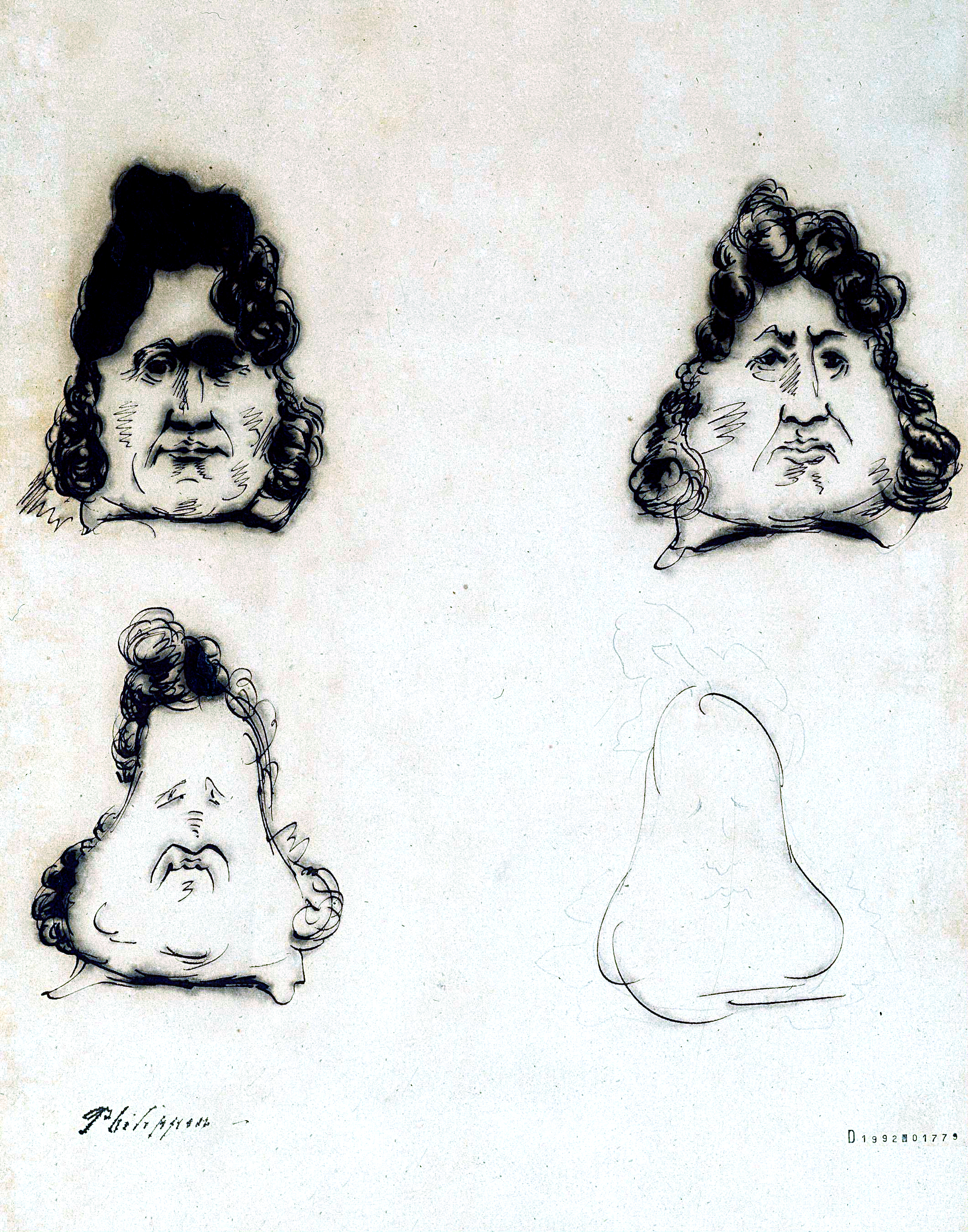
Louis-Philippe métamorphosé en poire (dessin de Ch. Philipon).

Les journaux satiriques apparaissent en France avec la Révolution française. Cependant, ils eurent un essor considérable sous la monarchie de Juillet. En effet, observateurs critiques de leur temps et, bien souvent, des gouvernants, ils ne peuvent se développer qu'avec une liberté de la presse minimale. Les titres satiriques sont ainsi bien souvent – avec les journaux d'opinion – les premières victimes de la censure.

##### XIXesiècle
Dans la première moitié du XIXe siècle, l'image – essentiellement la caricature – est souvent privilégiée, à une époque où l’illettrisme demeure important ; la presse satirique est la première à s'approprier réellement l'image pour la fabrication de son discours,.
De 1830 à 1835, la presse satirique connaît une phase d'expansion importante due à la grande liberté de la presse qui prévaut alors – celle-ci découle de la Charte de 1830, qui abolit la censure, mais cesse avec les lois de septembre 1835, qui instituent un contrôle préalable à la parution,. Fondé en 1829 et jusque-là à vocation artistique, le journal illustré La Silhouette devient partisan et satirique – il est même condamné en avril 1830 pour une caricature du roi Charles X de France. Nés durant cette période, Le Corsaire (1823), La Glaneuse (1831, Lyon), La Caricature (1830) et Le Charivari (1832) – républicains – ainsi que Le Revenant (1832) et Le Brid’Oison (1832) – légitimistes – dénoncent Louis-Philippe Ier et la monarchie de Juillet. Le directeur de La Caricature et du Charivari, Charles Philipon, caricature le roi Louis-Philippe en poire à des fins satiriques ; le procédé remporte un grand succès et se répand à travers le pays. Pour contrer l'opposition qu'il rencontre, le régime met la main sur Le Figaro (quotidien satirique fondé en 1826) en janvier 1832 et crée en octobre de la même année La Charge, aux fins satiriques. Si le tirage de ces journaux demeure limité au regard d'autres titres de la même époque, leur influence politique n'en demeure pas moins réelle.
Au cours de ce siècle, de nombreux autres titres satiriques se créent et disparaissent : Le Hanneton (1862-1868), Le Nain Jaune (1863-1876), La Lune (1865-1868), L'Éclipse (1868-1876), Le Grelot (1871-1903), La Petite Lune (1878-1879), Monde plaisant (1878-1885), Les Hommes d'aujourd'hui (1878-1899), Le Droit du peuple illustré (1879-1881), etc.
Créé opportunément en 1894 alors qu'éclate l'affaire Dreyfus, Le Rire, hebdomadaire humoristique à tendance satirique, remporte un grand succès durant la première moitié du XXe siècle ; il cesse de paraître en 1950.

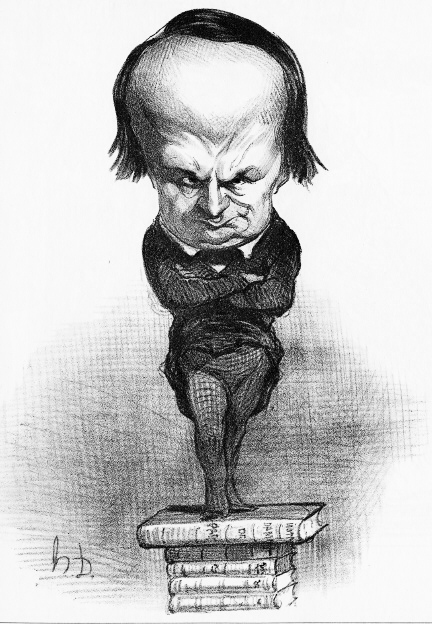
Victor Hugo dessiné par Honoré Daumier dans Le Charivari.
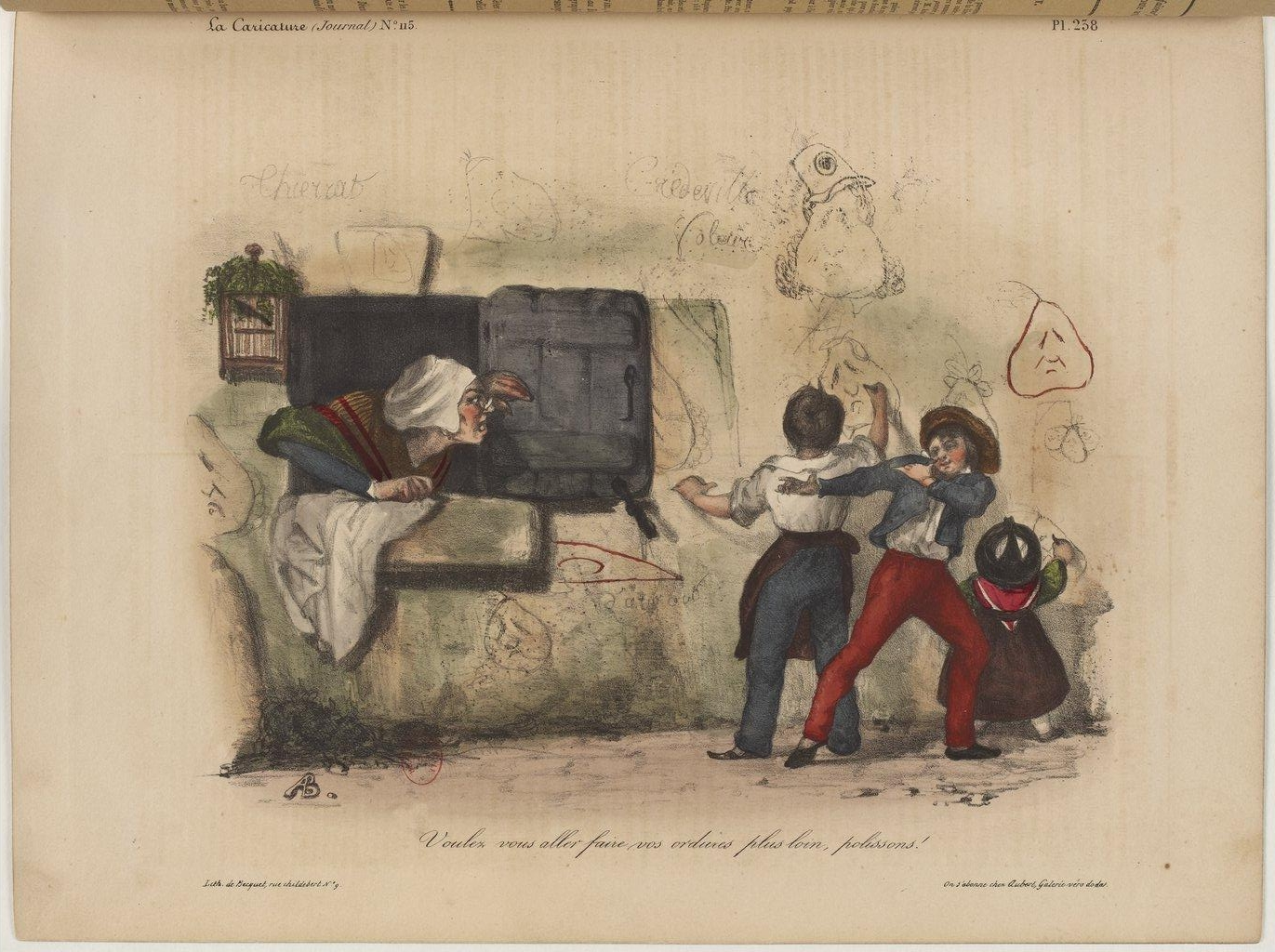
Illustration d'Auguste Bouquet dans La Caricature. Les poires représentent Louis-Philippe.
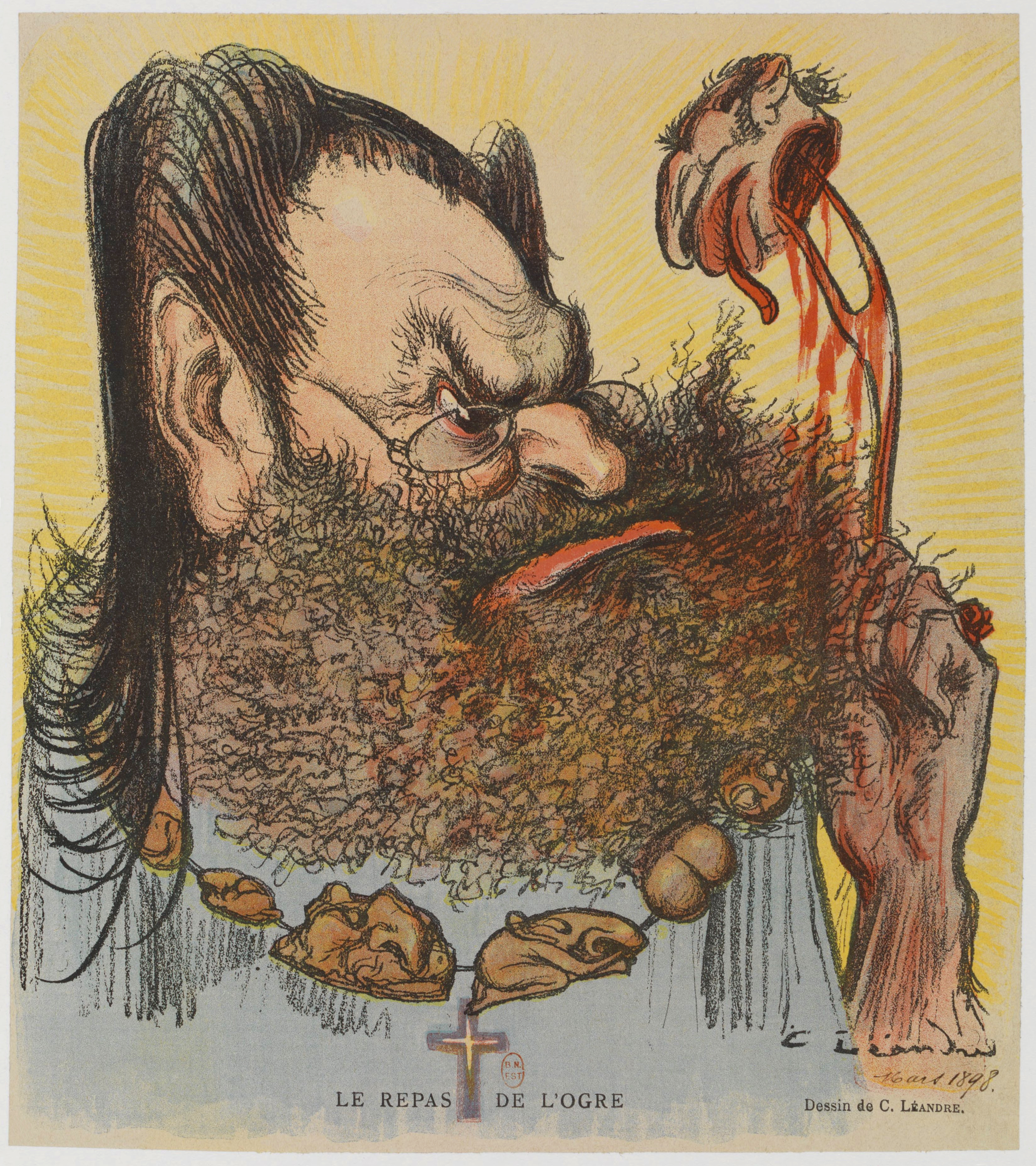
Édouard Drumont caricaturé par Charles Léandre dans Le Rire du 5 mars 1898.
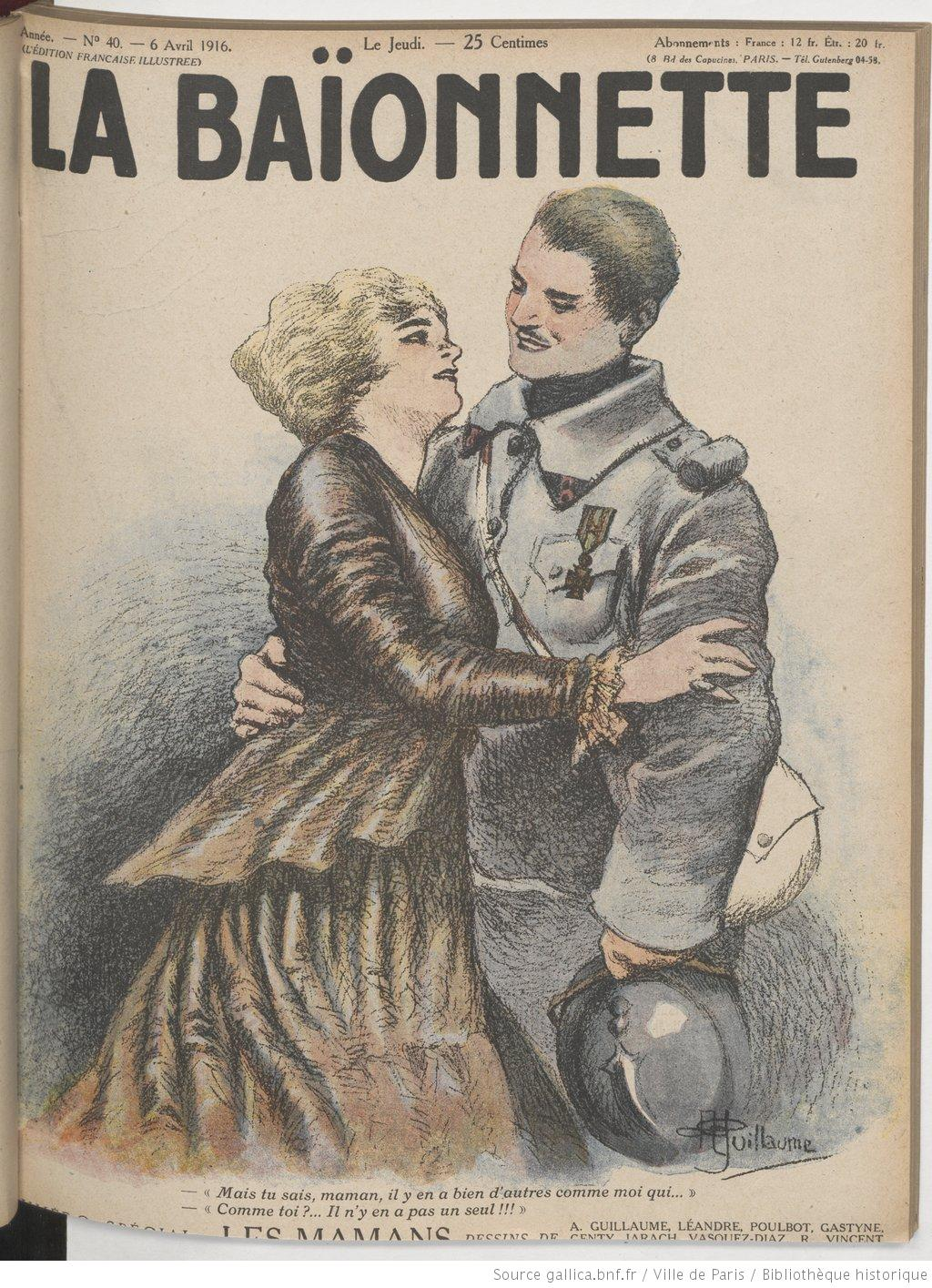
La Baïonnette du 6 avril 1916, illustrée par Albert Guillaume.

##### XXesiècle
La presse satirique poursuit son développement dans la première moitié du XXe siècle – 1902 voit ainsi naître L'Assiette au beurre, journal satirique anarchiste – mais disparaît presque totalement durant la Première Guerre mondiale, sous l'effet conjoint de la pénurie d'auteurs due à la mobilisation, des difficultés économiques et de la censure. Naissent toutefois en 1915 Le Canard enchaîné, titre satirique et d'investigation toujours publié aujourd'hui, La Baïonnette, consacré à la Grande Guerre qu'il dépeint avec humour, ainsi que Le Crapouillot, journal de tranchées satirique qui perdure après-guerre. De 1908 à 1919 paraît aussi Les Hommes du jour, une feuille d'inspiration libertaire, qui dresse chaque semaine le portrait d'une personnalité, généralement politique.
Le mensuel Hara-Kiri est lui publié de 1960 à 1985, avec des périodes d'interdiction par la censure. Sa version hebdomadaire Hara-Kiri hebdo, interdite en 1970, renaît peu après sous le nom de Charlie Hebdo qui paraît jusqu'en 1982. Minute, hebdomadaire satirique de droite puis d'extrême-droite, est créé en 1962. Paraissent sur de courtes périodes Siné Massacre (1962-1963), ouvertement anti-gaulliste, L’Enragé (1968), dont le succès est grand lors de Mai 68, et La Grosse Bertha (1991-1992), engagé à gauche. Une partie de l'équipe de La Grosse Bertha quitte le journal en 1992 pour relancer Charlie Hebdo.

##### XXIesiècle
Au XXIe siècle, Le Canard enchaîné et Charlie Hebdo font figure de principaux titres satiriques. Sont créés lors des décennies 2000 et 2010 Siné Hebdo (2010) puis Siné Mensuel (2011), après que Siné a quitté Charlie Hebdo en 2008, ainsi que le site Internet Bakchich (2006). Il existe également des publications satiriques régionales : le mensuel Le Ravi (2003) à Marseille, le bimestriel Le Fakir (1999) à Amiens, lequel s'ouvre à des sujets nationaux à partir de 2009, etc.
Sur le web, les articles de sites comme El Manchar, Le Gorafi, Le Journal de Mourréal ou Nordpresse commentent des événements réels ou imaginaires avec un ton satirique, se faisant les pastiches de la presse traditionnelle.

#### Royaume-Uni

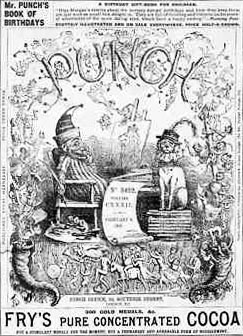
La couverture de Punch, en 1867.

La presse satirique apparaît au Royaume-Uni à l'époque victorienne (XIXe siècle), soit plus tardivement qu'en France. Le plus influent des titres satiriques anglais – il est publié jusqu'en 2002 – est fondé en 1841 : Punch. Inspiré du Charivari français, dont il tire son nom initial – The London Charivari –, il paraît chaque semaine, met l'illustration à l'honneur et est destiné aux classes supérieures. D'autres journaux lui embrayent le pas, tels l'hebdomadaire Fun, lancé en 1861, ou Judy, hebdomadaire humoristique au ton plus policé, fondé en 1867 ; tous deux sont davantage bon marché.
Dans la seconde moitié du XXe siècle se développent les journaux satiriques de fausses informations à tendance parodique, tels Private Eye, précurseur britannique créé en 1961, The Onion, journal américain fondé en 1988 et emblème du genre, ou The Daily Mash, site web britannique créé en 2007.
Plusieurs titres satiriques britanniques sont créés dans les années 2000 : The Lemon Press, The Tart, etc.

#### Allemagne

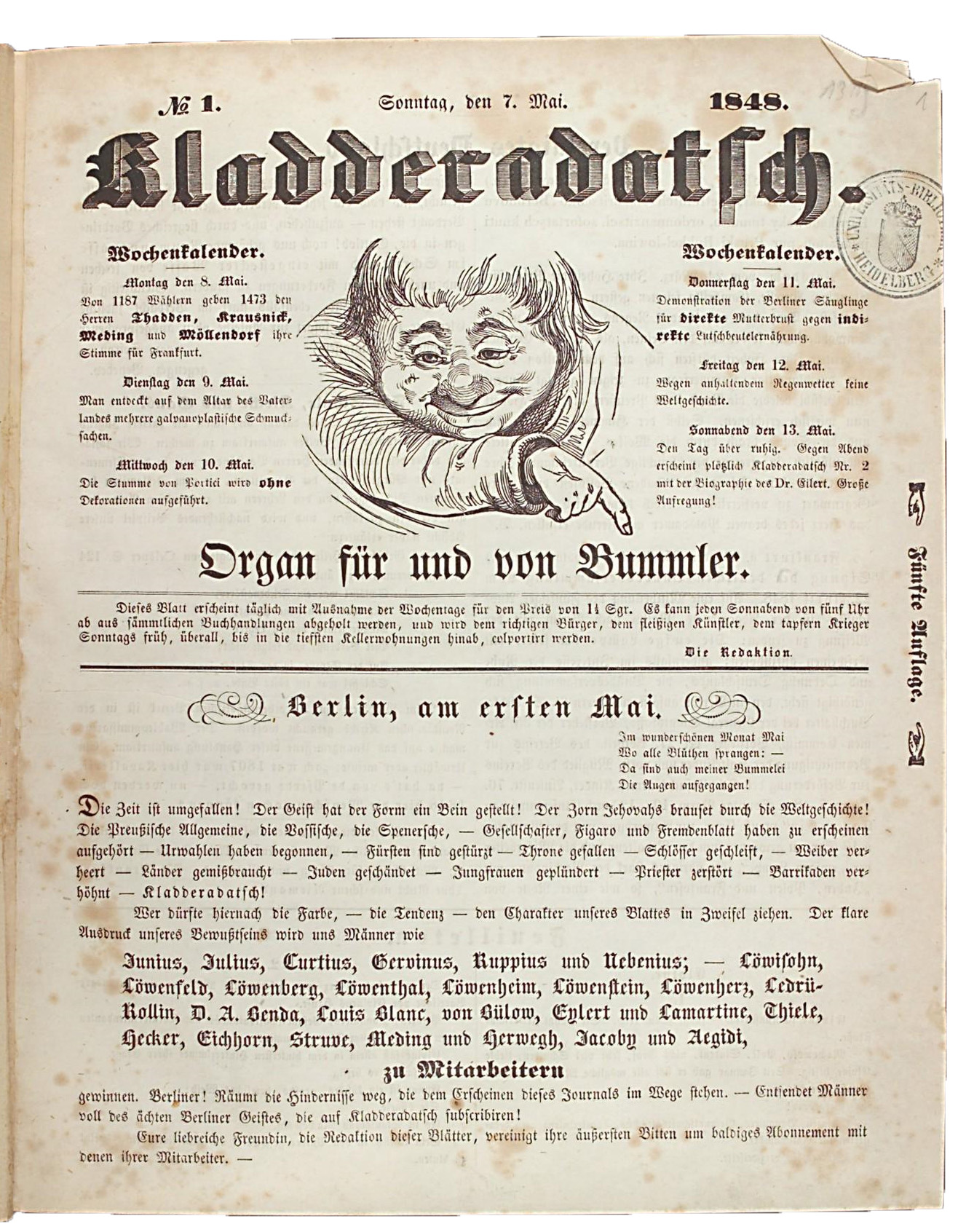
Première édition de Kladderadatsch en mai 1848.

L'Allemagne voit ses premiers titres satiriques d'envergure paraître au cours du XIXe siècle, à l'image de la France et du Royaume-Uni. Kladderadatsch, fondé à Berlin en 1848 et engagé politiquement, est longtemps populaire ; il devient antisémite dans les années 1920 et cesse de paraître en 1944. Fliegende Blätter, hebdomadaire humoristique à caractère apolitique, paraît quant à lui de 1845 à 1944. En 1872, Rudolf Mosse lance l'hebdomadaire Ulk, qui devient en 1911 le supplément de deux quotidiens allemands ; sa publication se poursuit jusqu'en 1933. Simplicissimus, créé à Munich en 1896 et publié de manière discontinue jusqu'en 1964, s'intéresse à l'autorité et aux injustices. En 1896 naît également Jugend, une revue littéraire et artistique aux textes satiriques qui disparaît en 1940, malgré des opinions esthétiques proches de celles national-socialistes.
Après la Seconde Guerre mondiale est publié à Berlin de 1945 à 1954 Ulenspiegel, qui joue un rôle important dans le renouveau démocratique d'alors et la liberté d'expression qui le caractérise. Le XXe siècle voit aussi la création de Eulenspiegel – seul journal satirique de RDA – en 1946, et du mensuel Titanic, en 1979, à la large diffusion et toujours publié.

#### Suisse

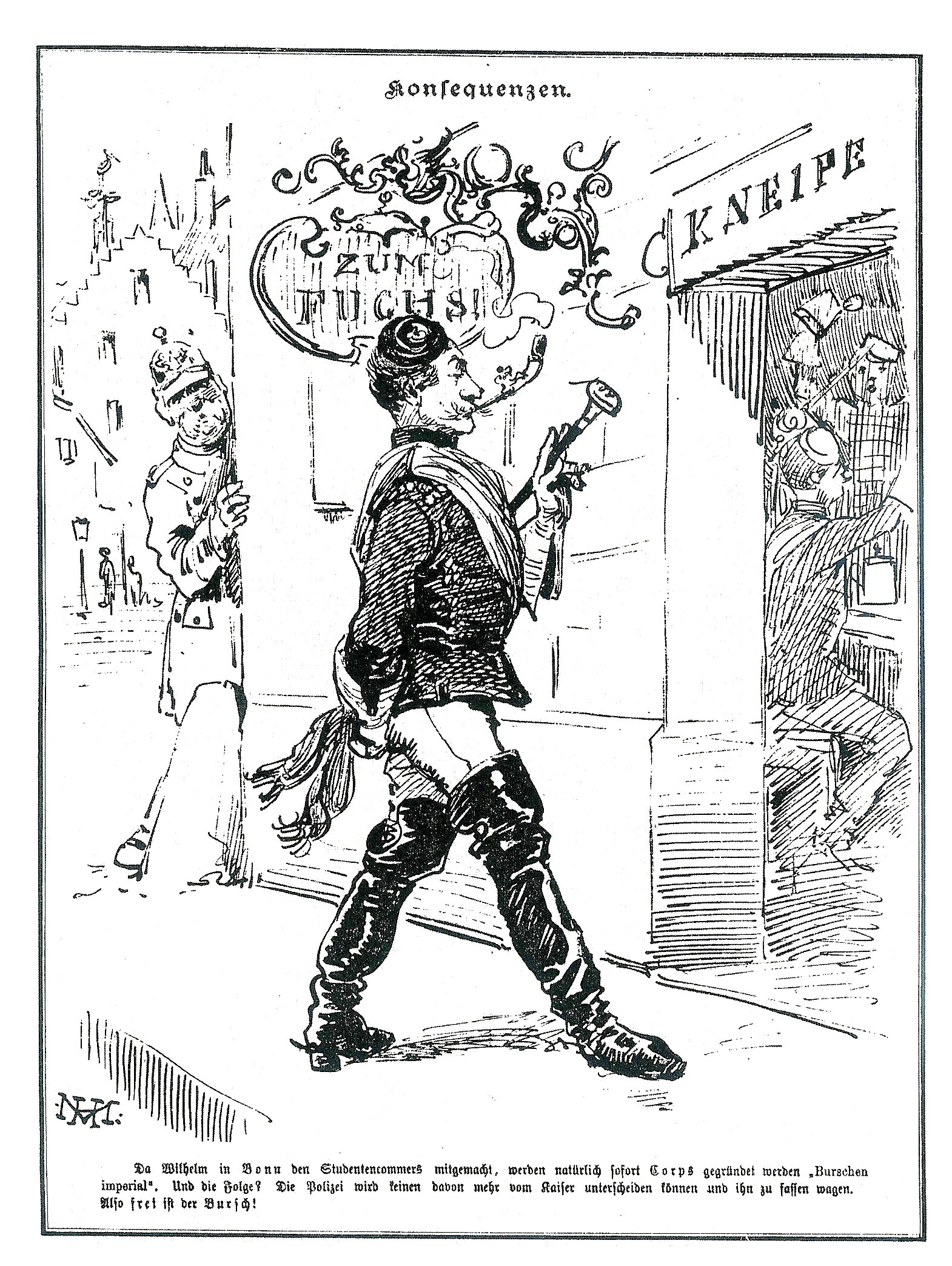
Caricature de l'empereur Guillaume II d'Allemagne, Nebelspalter, 1891.

La Suisse compte un titre satirique en langue allemande publié de 1875 à nos jours : Nebelspalter ; il connaît son apogée dans les années 1930, s'opposant au nazisme et au fascisme. Depuis la fin de la parution du britannique Punch en 2002, Nebelspalter est le plus ancien magazine satirique au monde. Sa parution est mensuelle depuis fin 1996.
La presse satirique a la réputation de n'avoir jamais eu grand succès en Suisse romande (francophone), en raison de la faible longévité des titres qui y ont vu le jour,. Jack Rollan, rompu à la critique des injustices, lance en 1952 Le Bon Jour de Jack Rollan, qui est publié six années durant et dont la diffusion atteint les 100 000 exemplaires à son paroxysme. En 1970 et 1971, Rolf Kesselring et Jean-Marc Elzingre éditent La Pomme. De 1970 à 1975 est publié La Pilule, puis en 1979 Le Crétin des Alpes, tous deux à l'initiative de Narcisse Praz,. Seule la revue La Distinction, sous-titrée « Revue de critique sociale, politique, littéraire, artistique, culturelle et culinaire » et diffusée à Lausanne depuis 1987, peut se targuer d'une longévité supérieure à une décennie – il s'agit de la plus ancienne parution satirique suisse francophone toujours publiée.
Au cours des années 2000, plusieurs titres satiriques francophones sont créés mais périclitent rapidement (notamment 1er degré - Le journal des gens aisés par Mix et Remix et Saturne, par Ariane Dayer). Lancé en décembre 2009, l'hebdomadaire Vigousse est le seul à être toujours publié en 2014.

#### Belgique
Le premier titre satirique illustré belge, Le Manneken, voit le jour en 1827. En 1838, une copie du Charivari français est publiée à Bruxelles – avec un jour de décalage par rapport à l'édition parisienne ; elle se transforme en 1854 en Charivari belge et bénéficie dès lors de dessins originaux.
En Belgique, la liberté de la presse est garantie dès la Constitution de 1831, ce qui permet le développement de feuilles satiriques, mais n'empêche pas que celles-ci fassent l'objet de pressions et procès. Les journaux satiriques Méphistophélès et L’Argus seront ainsi l'objet de poursuites en 1847 pour injure envers « la personne du roi », poursuites qui n'aboutiront toutefois pas.

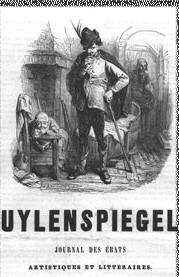
Uylenspiegel (non-daté).

Le XIXe siècle est marqué par l'opposition entre cléricaux catholiques et libéraux, auxquels s'ajoutent un temps les unionistes – ils prônent une alliance entre les précités contre la politique du roi Guillaume Ier des Pays-Bas ; cette vive confrontation offre un terreau fertile au développement de la presse satirique, notamment anti-cléricale. D'autant qu'en 1848, le droit de timbre est aboli. Comme l'explique Laurence Van Ypersele, docteur en histoire à l'Université catholique de Louvain :

« Dès cette époque, les journaux satiriques anticléricaux se mettent à foisonner : L’Argus est créé en 1844 et Méphistophélès en 1848, l’Uylenspiegel de Félicien Rops naît en 1856, Le Rasoir de Victor Lemaître paraît de 1869 à 1884 et La Bombe où sévit G. P. Gargousse, de 1878 à 1884, etc. L’arrivée des catholiques au pouvoir en 1884, et ce jusqu’en 1914, suscite de nouvelles feuilles telles que La Patrouille de 1884 à 1891, Le Gourdin de 1885 à 1887 ou La Trique en 1905. »

Ainsi, Baes Kimpe, journal néerlandophone libéral et radicalement anti-clergé, est quant à lui fondé en 1857 à l'occasion des élections communales belges. Baes Kimpe est publié jusqu'en 1859 et voit sa diffusion atteindre les 10 000 exemplaires – un nombre élevé pour l'époque,. À l'inverse, les titres satiriques cléricaux se font rares. Les deux seuls notables, toujours selon Laurence Van Ypersele, seraient Le Tirailleur (1881-1891) et son successeur Le Sifflet (1904-1914).
Pourquoi Pas ?, fondé en 1910, est essentiellement consacré à la politique jusqu'à sa disparition en 1989. En 1945 est créé Pan, inspiré du Canard enchaîné français et très lu du « Tout-Bruxelles ». Toujours en langue française, parait en 1990 Ubu-Pan, à caractère politique. En néerlandais, 't Pallieterke, une revue satirique conservatrice, est publiée depuis 1945.
En 2010, Le Poiscaille voit le jour dans la région de Liège ; bimensuel satirique, il est animé par des bénévoles.
En 2014 naît le site Nordpresse qui parodie le tabloïd Sudinfo ; l'auteur de ce site en crée d'ailleurs d'autres qui prodiguent aussi de fausses informations.

#### Italie
Les premiers journaux satiriques italiens apparaissent au cours du XIXe siècle. En 1856, Il Pasquino est fondé à Turin, afin d'offrir une vitrine à Casimiro Teja. Ce journal satirique ne disparaît qu'en 1930 sous le fascisme. À Bologne est fondée La Rana (de 1864 à 1900) et à Milan Lo Spirito Folleto (1848). La nouvelle capitale, Rome, voit naître en 1892 L'Asino, un journal satirique engagé à gauche. En 1907 naissent deux périodiques nommés Il Mulo : l'un disparaît en 1908, l'autre en 1925. Il Becco Giallo, fondé en 1926, est un influent magazine satirique antifasciste des années 1920 ; il est contraint à l'exil en 1926 et trouve refuge en France, où il paraît jusqu'en 1931. Pino Zac crée en 1978 Il Male, l'un des magazines satiriques italiens les plus célèbres, avec une diffusion qui atteint parfois les 48 000 exemplaires ; il disparaît en 1982 mais renaît en 2011. En 1982 à Livourne est créé Il Vernacoliere, un mensuel axé sur la satire politique et sociale initialement diffusé en Toscane ; il est toujours publié.

#### Autres
L'Irlande possède un journal d'investigation politique au ton satirique, The Phoenix, créé en 1983 et toujours publié.
En 2011, le magazine satirique et féministe Bayan Yanı est lancé en Turquie.

### En Afrique
Le continent africain est marqué par de nombreux régimes peu démocratiques voire autoritaires ; la presse satirique peine ainsi parfois à s'y développer librement, mais lorsqu'elle y parvient, elle rencontre un large succès (l'audience reste néanmoins limitée du fait du manque d'infrastructures de communication et de transport). Ce notamment car elle s'attache alors à dénoncer avec virulence les régimes en place et la corruption qui les accompagne couramment,. Au milieu du XXe siècle, la décolonisation de nombreux pays africains débute ; jusqu'alors, la presse existante, aux mains des colons occidentaux et guère satirique, se veut média d'instruction voire d'acculturation. Avec l'émancipation des peuples africains, le besoin de fédérer chaque nation autour d'un État conduit bien souvent à l'instauration de partis uniques et à l'instauration d'une censure étatique. Laquelle n'empêche pas la naissance de nombreux titres satiriques, particulièrement dans les années 1990.
Il existe depuis 2001 un bimensuel satirique panafricain, Le Gri-Gri international, originaire du Gabon (où sa publication est interdite) et édité à Paris.

#### Algérie
En Algérie, dans les années 1990, El Menchar fut l'un des premiers journaux satiriques dans le genre, mettant en scène le ballet des partis politiques survenu à la suite du printemps algérien.
En 2013, le site El Manchar est lancé, reprenant le nom de l'ancien journal El Menchar.

#### Burkina Faso
Au Burkina Faso, à l'orée des années 1990, sous le régime de Blaise Compaoré, la liberté de la presse se développe – de manière éphémère et limitée. Plusieurs titres indépendants sont créés, parmi lesquels un hebdomadaire satirique francophone : le Journal du jeudi. Fondé en août 1991, il traite essentiellement de l'actualité burkinabé,. Un mensuel, Le Marabout, hébergé par le Journal du jeudi, paraît une année durant, de 2001 à 2002.

#### Cameroun
Au Cameroun, Le Popoli, créé en 2003 sur les vestiges du satirique éphémère Le Messager Popoli (édité par Le Messager), se présente sous forme de bande dessinée. Avec 8 000 exemplaires diffusés en moyenne, il est l'un des journaux les plus lus au Cameroun, ce qui n'empêche pas son fondateur et rédacteur en chef, Nyemb Popoli, d'être à plusieurs reprises menacé, placé en détention, voire roué de coups par les forces de l'ordre, en 2011.

#### Égypte
Le premier journal satirique arabe a été fondé en Égypte en 1877 par Yaqub Sannu : il s'agit de Abou Naddara (L'homme aux lunettes), rédigé en arabe dialectal égyptien, paru d'abord au Caire, puis à Paris, où son fondateur dut s'exiler pour des raisons politiques. Le journal, à partir du moment où il est publié à Paris, propose des lithographies illustrant les articles.
Par ailleurs en 1908 un Espagnol, Santis, arriva en Égypte où il a collaboré en tant que caricaturiste dans plusieurs journaux. Avec son travail, il créa ce que l’on pourrait appeler « l’école égyptienne de portraits satiriques ». Un Arménien, Sarujan, employé comme caricaturiste par la presse égyptienne en 1927, fut l’un des pères fondateurs de la satire, aussi bien dessinée qu’écrite. Ses disciples les plus célèbres, Abdel Samia et Raja, fondèrent la première école purement égyptienne de caricature entre les années 1920 et 1950. Cette époque fut le point culminant de l’intérêt des Égyptiens vis-à-vis de la politique.

#### Guinée
Sous la dictature d'Ahmed Sékou Touré, un seul titre paraît en Guinée : Horoya, le journal officiel du régime. À la mort du président en 1984, Lansana Conté renverse le gouvernement intérimaire ; au début des années 1990, le multipartisme et une certaine liberté de la presse sont instaurés, avant que le régime ne devienne dictatorial. C'est durant cette période de liberté, en 1992, que naît l'hebdomadaire Le Lynx, inspiré du Canard enchaîné français. Il ne cesse, tout au long de la décennie, de s'opposer au pouvoir, incarné par Lansana Conté.

#### Mali
Au Mali, la chute de Moussa Traoré lors du coup d'État de 1991, la mise en place du Comité de transition pour le salut du peuple puis l'élection d'Alpha Oumar Konaré permettent une libéralisation progressive des médias et une ouverture démocratique. C'est dans ce contexte qu'est fondé Le Scorpion en mai 1991, premier périodique satirique du pays, toujours en activité au début des années 2020. De 1992 à 1997, une dizaine de publications en partie satiriques, volontiers critiques du pouvoir politique, voient le jour, parmi lesquelles La Cigale muselée, Le Vendu, Le Hérisson, L'Aurore, La Cravache, Sud Info et Le Zénith — toutes disparues à la fin des années 2010. En 2001 est fondé l'hebdomadaire Le Canard déchaîné, exclusivement satirique.

#### Maroc
Au Maroc, Le Canard libéré est publié depuis 2007. En 2016, le site d'informations parodiques et satiriques Akhnapress (renommé ensuite Bopress) y voit le jour.

#### Niger
Le Niger, qui a connu une démocratisation des médias — auparavant tous étatiques — dans les années 1990, compte deux principaux périodiques satiriques, Moustique (fondé par le dessinateur et caricaturiste Housseini Salifou et aujourd'hui disparu) et Le Paon africain (fondé en 1992 par Moustapha Diop, toujours publié dans les années 2000),.

#### Sénégal
Le Sénégal – indépendant depuis 1960 et doté d'un régime démocratique – voit naître en 1977 l'un des tout premiers journaux satiriques africains, et premier du genre au Sénégal, Le Politicien, qui s'inspire du Canard enchaîné français. Le titre sénégalais tire parfois jusqu'à 70 000 exemplaires et, par son indépendance des formations politiques et de l'État (avec lequel il est parfois en délicatesse), séduit un large public,. En 1987, des difficultés financières voient le jour et le titre périclite ; plusieurs de ses journalistes fondent alors l'hebdomadaire satirique et d'investigation Le Cafard libéré, toujours publié dans les années 2010.

#### Togo
Au Togo, Le Kpakpa désenchanté voit le jour en 1991. En Côte d'Ivoire, Gbich allie humour et satire politique depuis 1997 ; son tirage a un temps atteint les 37 000 exemplaires.

#### Tunisie
La presse satirique naît en Tunisie au XIXe siècle[réf. souhaitée].
Au XXIe siècle, elle est notamment représentée par l'hebdomadaire satirique El Gattous, publié depuis 2011, lors de la chute du régime de Zine el-Abidine Ben Ali.